# Republik Užice
Die Republik Užice, auch die Republik von Užice (serbokroatisch Ужичка република / Užička republika) ist die Bezeichnung für das von der deutschen Besatzungsmacht und serbischen Quislingbehörden befreite Gebiet Westserbiens und Šumadijas, westlich der Linie Belgrad – Kraljevo – Novi Pazar, das während des Zweiten Weltkriegs vom 24. September bis zum 29. November 1941 unter Kontrolle der jugoslawischen Partisanen und Tschetniks stand. Die “Republik Užice” war das erste befreite Gebiet im Zweiten Weltkrieg in Europa, aber kein homogenes Territorium mit einer Regierung und einer Armee. Fast die gesamte Zeit seines Bestehens wirkten hier zwei Machtzweige – die Partisanen von Josip Broz Tito und die Tschetniks von Draža Mihailović – sowie ihre militärischen Formationen und ihr separates Kommando. Die entscheidende Rolle an der Macht und bei der Verteidigung des befreiten Territoriums gehörte den Formationen der von den Kommunisten geführten Volksbefreiungsbewegung, obwohl es Kommandanten beider Bewegungen in allen Orten der „Republik“, sogar in Užice, gab, das zur Hauptstadt des befreiten Territoriums wurde. In Užice befanden sich bis zum 29. November 1941 der Oberste Stab der Volksbefreierischen Partisanenverbände Jugoslawiens und das Zentralkomitee der Kommunistischen Partei Jugoslawiens. Daneben war Požega die „Hauptstadt“ der Tschetniks, von wo aus sie die Siedlungen Raška, Vrnjačka Banja und andere Orte kontrollierten. In Čačak und Gornji Milanovac teilten sich Partisanen und Tschetniks die Macht auf gleicher Basis. Das Gebiet der „Republik Užice“ wurde während des Anti-Partisanen-Unternehmens „Uzice“ (25. November bis 4. Dezember 1941) von deutschen Truppen wieder besetzt. Die Partisanenformationen wurden weitgehend zerstreut, und einige von ihnen lösten sich auf. Die Kämpfe endeten mit dem Rückzug der verbliebenen am besten organisierten Partisanenabteilungen zusammen mit dem Obersten Stab und dem Kern der politischen Führung der Kommunistischen Partei nach Sandžak und dann nach Ostbosnien.

## Bezeichnung
Während der Existenz des befreiten Gebietes mit dem Zentrum in der Stadt Užice wurde es nicht „Republik Užice“ genannt. Die Kommunisten haben keine Republik ausgerufen, um keine Anklage wegen ihres Machtstrebens zu erheben. Die Definition der „kommunistischen Republik Užice“ wurde von der kollaborativen Presse nach der Niederschlagung des Aufstands und der Wiederbesetzung der befreiten Gebiete Serbiens durch deutsche Truppen angewendet. Der Name „Republik Užice“ tauchte erstmals im Frühjahr 1942 in der Presse der UdSSR auf. Nach dem Ende des Volksbefreiungskrieges verbreitete sich der Begriff in der Bevölkerung Jugoslawiens und fasste nach und nach auch in der Geschichtsschreibung Fuß.

## Geographie
Der Historiker Venceslav Glišić stellt fest, dass es unterschiedliche Meinungen über das von der „Republik Užice“ abgedeckte Gebiet gibt. Laut einigen bezieht sich dieser Begriff auf die Bezirke Užice und Čačak. Andere implizieren einen viel größeren Raum. Glišić glaubt, dass das Territorium der „Republik Užice“ ein Gebiet umfasste, das im Westen vom Fluss Drina, im Norden von der Save begrenzt wurde und sich nach Osten durch Šumadija bis nach Belgrad, Aranđelovac, Jagodina, Kragujevac, Knić, Kraljevo, Raška und Novi Pazar erstreckte. Im Süden verlief die bedingte Grenze entlang des Flusses Uvac, wo die „Republik Užice“ an das befreite Gebiet in Sandžak angrenzte. Die meisten Städte auf dem Territorium der „Republik“ wurden von Partisanen und Tschetniks kontrolliert, mit Ausnahme von Valjevo, Šabac, Kraljevo, Arandjelovac und Obrenovac. Etwa eine Million Menschen lebten auf dem Territorium der „Republik Užice“.

## Geschichte
Im Zuge eines flächendeckenden serbischen bewaffneten Aufstandes vom Spätsommer/Herbst des Jahres 1941 erschien in Westserbien das von den deutschen Besatzern „befreite Gebiet“. Die „Republik“ war  als militärischer Mini-Staat organisiert, der im von Dritten Reich besetzten Jugoslawien von Anfang September bis Ende November 1941 existierte. Gleichzeitig war die „Republik von Užice“ kein homogenes Territorium mit einer Regierung und einer Armee. Fast die gesamte Zeit seines Bestehens wirkten hier zwei Machtzweige – die Partisanen von Tito und die Tschetniks von Draža Mihailović sowie ihre militärischen Formationen und ihr separates Kommando. Unter diesen Bedingungen gehörte die entscheidende Rolle an der Macht und bei der Verteidigung des befreiten Territoriums den zahlreicheren Kräften der Volksbefreiungsbewegung, angeführt von den Kommunisten. Im „befreiten Gebiet“ wurden Volksbefreiungsausschüsse (serbokroatisch Narodnooslobodilački odbor) geschaffen, die in den Gemeinden die Funktionen der abgelösten Behörden übernahmen. Die Kommunisten eröffneten Schulen und veröffentlichten die Zeitung Borba (Der Kampf). Sie betrieben ein Postsystem und eine rund 145 km lange Eisenbahnstrecke. Sie nahmen die eroberte Munitionsfabrik in den Gewölben unterhalb des Deiches in Užice in Betrieb. Im Laufe des Unternehmens „Uzice“ besetzten die deutschen Truppen am 29. November 1941 die Stadt Užice erneut, währenddessen die verbliebenen am besten organisierten Partisanenabteilungen zusammen mit dem Obersten Stab und dem Kern der politischen Führung der Kommunistischen Partei nach Sandžak und dann nach Ostbosnien flohen.

## Ehrungen und Gedenken
Im Jahre 1950 veröffentlichte der Dichter Slavko Vukosavljević das Gedicht „Kadinjača“, das bis 1985 sechsmal nachgedruckt wurde. Das Gedicht ist der historischen Schlacht am Kadinjača-Pass gewidmet – der letzten Stellung auf dem Weg nach Uzice, wo die Partisanen den vorrückenden deutschen Truppen des 69. Infanterieregimentes von der 342. Infanteriedivision Widerstand leisteten. Die Verteidiger von Kadinjača fielen kämpfend bis auf den letzten Mann.
Der im kommunistischen Jugoslawien produzierte Propagandafilm Užička republika von 1974 erzählt die Ereignisse rund um die Existenz der Republik Užice.
Im Jahre 1979 wurde in der Nähe des Dorfes Kadinjača ein Denkmal zu Ehren der Kämpfer des Arbeiterbataillons von Užice und anderer Einheiten der Partisanenabteilungen von Užice und Posawien, die am 29. November 1941 im Kampf starben, eröffnet. Die Autoren der Schaffung des Komplexes waren der Bildhauer Miodrag Zivkovic und der Architekt Aleksandar Djokic.

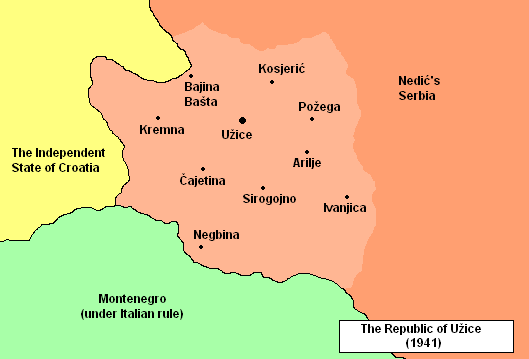
Städte und größere Orte in der Republik Užice
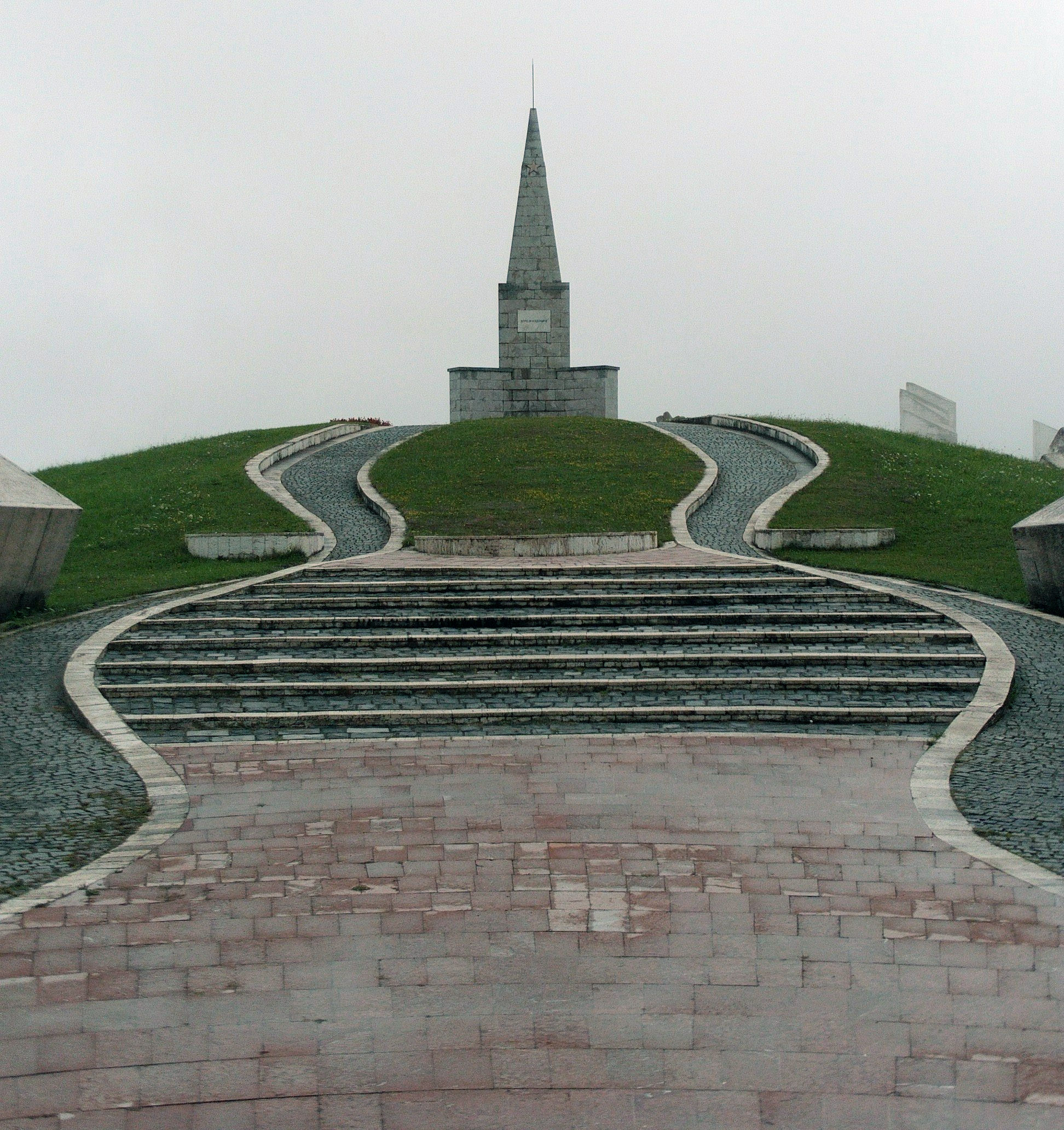
Denkmal für die gefallenen Partisanen im Kampf auf dem Hügel Kadinjača etwa 14 km nordwestlich von Užice